# Trận Deorham
Trận Deorham hoặc là Dyrham diễn ra vào năm 577 giữa người Tây Sachsen dưới quyền Ceawlin cùng với Cuthwine và người Briton ở hạt West. Chiến địa Deorham thường được xem là vùng Dyrham ở South Gloucestershire. Trận đánh này là một chiến thắng to lớn của người Tây Sachsen, mang lại cho họ ba thành phố quan trọng là Glevum (Gloucester), Corinium (Cirencester) và Aquae Sulis (Bath). Tuy chỉ có Biên niên Angles-Sachsen là sử liệu duy nhất ghi nhận về trận chiến, với không nhiều chi tiết, nhưng trận này được coi là một cuộc giao chiến quan trọng.

## Sử liệu
Biên niên sử Angles-Sachsen trong năm 577 đã ghi chép rằng vua Ceawlin xứ Wessex và vương nhi là Cuthwine đã cất quân đánh người Briton ở Hạt West tại "một bãi đất gọi là [Deorham]" vào năm đó. Người ta thường coi đây là vùng Dyrham ở Nam Gloucestershire ngày nay, trên cái dốc đứng Cotswold cách Bath vài dặm Anh về phía Bắc. Quân Tây Sachsen thắng trận này, và ba vị vua người Briton, mà sử cũ chép là Conmail, và Condidan, và Farinmail, đều tử trận. Với thắng lợi này, người Tây Sachsen lấy được ba thành phố quan trọng Glevum (Gloucester), Corinium (Cirencester) và Aquae Sulis (Bath), mang lại cho họ đất đai rộng lớn ở Gloucestershire và Somerset.

## Giả thuyết và chiến thuật và chiến lược
Các nhà sử học (chẳng hạn như William St. Clair-Baddeley vào năm 1929) kết luận rằng quân Sachsen đã đánh úp quân Briton và chiếm đóng cao điểm Hinton bởi vì nó dẫn đầu Thung lũng Avon và ngăn trở liên lạc Nam - Bắc giữa Bath và các thị trấn Anh - La Mã lân cận là Gloucester và Cirencester.